# José Ramón Goyeneche
José Ramón Goyeneche Bilbao (Arrieta, 15 de octubre de 1940) fue un ciclista español, que fue profesional entre 1965 y 1968.  Cuando era amateur participó en los Juegos Olímpicos de Tokio de 1964 en la prueba de contrarreloj por equipos.

## Palmarés
1966
- Cinturón ciclista internacional de Mallorca

1964
- 2º en el Campeonato del mundo en contrarreloj por equipos

1968
- 1 etapa a la Vuelta a los Valles Mineros

## Resultados en Grandes Vueltas y Campeonato del Mundo
Durante su carrera deportiva consiguió los siguientes puestos en las Grandes Vueltas y en los Campeonatos del Mundo en carretera:
| Carrera         | 1965 | 1966 | 1967 | 1968 |
| --------------- | ---- | ---- | ---- | ---- |
| Giro de Italia  | -    | -    | -    | -    |
| Tour de Francia | -    | -    | Ab.  | -    |
| Vuelta a España | 49.º | -    | -    | 48.º |
| Mundial en ruta | -    | -    | -    | -    |

-: No participa

Ab.: Abandono